# أرماندو بو (كاتب سيناريو)
أرماندو بو (بالإسبانية: Armando Bó) (و. 1978  م) هو كاتب سيناريو، ومخرج أفلام، ومنتج أفلام أرجنتيني، ولد في بوينس آيرس، بدأ مشواره المهني سنة 2010.

## جوائز وترشيحات
حصل على جوائز منها:
جائزة الأوسكار لأفضل سيناريو أصلي، عن عمل: الرجل الطائر في 2013
ترشح لـ:
جائزة الأوسكار لأفضل سيناريو أصلي، عن عمل: الرجل الطائر 15 يناير 2015.

## وصلات خارجية
- أرماندو بو في قاعدة بيانات الأفلام على الإنترنت
- أرماندو بو  على موقع أول موفي